# Філософія раннього християнства
Приступаючи до викладу загального ходу церковної догматичної думки в древній церкві, необхідно вказати, в якому сенсі, з православної точки зору, можна взагалі говорити про «історію догмата» або «історію віровчення». Православна церква вірує, що Христом і Його апостолами викладено усе, що треба знати людині на догоду Богові й спасіння душі, і що повне, правильне розуміння викладеного завжди було забезпечено для церкви керівництвом Святого Духа й завжди існувало. А оскільки правильне розуміння може бути тільки одне, то і православна віра не скорочувалася, не розширювалася і не мінялася у своєму змісті, оскільки останнє носить догматично обов'язковий для вірянина характер; церква в різні часи свого історичного існування, вустами різних пастирів, учителів і соборів лише різними словами або термінами формулювала свої догмати. Ці різні формулювання обумовлювалися необхідністю захистити віровчення від неправильних тлумачень, що іноді виникали, або від неправильного розуміння його окремими особами, так званими єретиками; за змістом же усі вони тотожні.
Таким чином, якщо про той або інший пункт віровчення церква відомої епохи не висловлюється зовсім, то не тому, що вона цього пункту зовсім не знала і не сповідувала, а тому, що говорити про нього, за відсутності нерозумінь і розбіжностей, не було потреби. Якщо той або інший мислитель викладає відомий пункт догматичного вчення (тобто вчення, даного в Одкровенні як необхідного для порятунку душі) не в тих словах, які визнаються церквою за зразкову формулу догмата, то ми повинні або інтерпретувати його формулу згідно з церковною, або визнати цього письменника єретиком, хоч би загальнообов'язкової церковної формули в його часи зовсім не існувало. В основі такого загального переконання з філософсько-психологічного боку лежить переконання, що поняття і слово не одне і те ж. Поняття «єдиносущні», наприклад, могло існувати раніше, ніж винайдено було слово «єдиносущний»; міг бути час, коли з деяким словом сполучали інший сенс, ніж який потім за ним закріпила церква; але це не заважало церкві сповідувати в усі часи те вчення, яке потім вона умовилася виражати словом «єдиносущний».
З богословського боку це переконання покоїться
- на думці, що Дух Святий у всі часи діяв в церкві, і
- на тому, що правильна віра потрібна для душевного порятунку.

Отже, думати, що той або інший догмат до такого-то собору за змістом не існував або розумівся церквою інакше, ніж визначено на соборі, означає думати, що Дух Святий попускав християн до невідання або помилки, при якій неможливий самий порятунок.
Історично церква виправдовує свій погляд, вказуючи:
- на те, що древня церква не визнавала за собою сил і права розвивати догмати по суті і
- завжди вважала себе в праві анафемствувати єретиків минулих часів, навіть якщо за життя їх не судили і не засудили;
- на те, що далеко не усі догмати взагалі зазнали загальнообов'язкового формулювання вселенського собору, що, проте не заважало і не заважає їм існувати (число таїнств визначене на Сході і на заході в XII столітті однаково і незалежно).

Відповідно до такого погляду, консервативне православне богослов'я зовсім не говорить про «історію догмата» як такого, а лише про «історичний виклад догматів» або про «історію догматичної формули». Далі, православна церква приймає, окрім вічного і завжди собі рівного догматизму, ще велику область богословської думки з усіх питань теоретичного X., на які Одкровення і передання ясних відповідей не дають. Тут можливо і цілком законна дійсна розбіжність, та зате і остаточного загальнообов'язкового рішення тут не може бути, і для душевного порятунку його не треба.
Західноєвропейська наука і з нею деякі православні письменники (напр. покійний Вл. С. Солов'їв) дивляться на справу інакше, допускаючи в церкві догматичний розвиток в строгому значенні цього слова. Теорія цього розвитку приймається однаково і католицтвом, і протестантством, але викладається цими таборами не однаково. Православні письменники, що сповідують її, примикають до католицького її формулювання, письменники невіруючі — до протестантської. Як богословська теорія, вона уперше (1849 р.) була сформульована протестантом Ньюманом, що перейшов в католицтво, з метою виправдати всі ті пункти католицького вчення, які ставилися йому на рахунок протестантами, як нові. Ортодоксальні протестанти пояснюють при її допомозі саме ці нові або такі, що здаються їм новими в католицтві вчення; крайні примушують при її допомозі створюватися майже ні з чого увесь християнський догматизм шляхом міфологізації (Штраус) або філіації ідей (Баур).
Католики почали із слабо боязкого відношення до цієї теорії, але скоро перейшли до захопленого, оскільки вона давала можливість виправдати поза сумнівом нові навіть для католицтва вчення, напр. про непорочне зачаття (відкиданому найбільшими католицькими авторитетами — Фомою Аквинатом і Бонавентурою). Ультрамонтане викладають цю теорію так: уся сума догматів увірена була цілком церкві, але не відразу, не усіма і не завжди визнавалася. Окремі догмати проявлялися спершу у вигляді думок, поступово розвивалися в адекватну своєму змісту формулу шляхом строгого умогляду учителів церкви, авторизувалися апостольським престолом і таким чином ставали з божественних — церковними, з матеріальних (догмат in potentia) формальними (догмат in re). Католики-ліберали вчать, що керована Духом Святим церковна думка не лише з'ясовувала поступово догмати, дані спочатку, але й відкривала нові й навіть протилежні старим догматичні положення, авторизовані потім апостольським престолом; така, на їх думку, природна доля всякого догмата, і такий розвиток вони навіть вважають ознакою живої церкви (до цього останнього формулювання примикає Вл. Солов'їв).
Оскільки древня церква відкидала догматичний розвиток, то, очевидно, ця теорія в числі інших католицьких нововведень і протилежних старовині навчань повинна виправдовувати сама себе, тобто сама вона повинна себе визнавати за догмат, що не зізнавався і навіть відкидався церквою до половини XIX ст. Єретиком, з точки зору цієї теорії, може вважатися лише особа, що відступила від усвідомленого вже в церкві, тобто сформульованого і належно авторизованого догмата; невідання або похибки в догматах до того, як вони стануть «церковними», душогубними не признаються. По суті, і православне, і неправославне переконання допускають цілком об'єктивний виклад фактичної сторони справи, оскільки врешті-решт освітлення цих фактів зводиться до питання: чи можлива тотожність понять при різниці слів? — питання, яке має бути вирішуване вже не історичною наукою.
Християнське вчення вийшло з берегів однієї вікової релігійної стихії, щоб перелитися в іншу; першу, юдейство, воно визнало своєю колискою — другу, язичництво, воно прагнуло підпорядкувати собі, витіснити, замінити собою. Зрозуміло, що при такому положенні справи зовнішнє самовизначення X. повинно було передувати внутрішньому: X. передусім повинно було точно відрізнити себе від усього, що не воно, щоб запобігти зворотному впаданню в юдейство або заглушенню паростків євангельських зерен прим'ятим, але не винищеним язичницьким бур'яном. Формальне рішення давалося без зусиль: X. усвідомлювало себе відвертою релігією Бога-творця і Спасителя; отже, усе, що не входить в це (писане і неписане) одкровення, для X. (як для релігії) не потрібне; усе, що йому суперечить, йому вороже.
Отже, практично завдання зводилося до визначення об'єму X, що визнавалося. Божественного Одкровення, а зокрема виступали питання:
- про відносну вагу юдейського і специфічно-християнського Одкровення і про відношення Одкровення
- до природних релігій
- до особистої релігійної творчості і
- до розуму і його вищого прояву — науки.

## Відношення церкви до юдейства і до Старого Завіту
Відношення церкви до юдейства і до Старого Завіту приблизно до 140 р. визначилося таким чином: догматичне значення отримало Послання до Євреїв, де проводиться погляд, що Старий Завіт і як Писання, і як факт є одкровенням істинного Бога, але що в нім же самим Богом зроблені ясні вказівки, що значення його — лише тимчасове; нині, з пришестям Сина, Старий Завіт як закон і як обряд скасований, оголошений тим, що «занепали», відслужили своє призначення. Погляд тотожний із щойно викладеним, знаходимо у св. Юстина мученика в діалозі з Трифоном Юдеєм (записаний близько 150 р.). Вічний, нескороминущий сенс Старого Завіту церква знаходить в його пророцтвах і прообразах; тому вона висуває в нім на перший план книги пророків і історичні відділи в протилежність євреям, для яких на першому місці стояло завжди П'ятикнижжя закону. Це — православний центр. Православні праві представлена так зв. назареями; вони не вважають закон і обрізання обов'язковим для порятунку, принаймні для християн з язичників; сповідують безнасінне зачаття Христово; апостола Павла визнають за істинного, рівноправного дванадцяти, апостола; але, будучи по народженню юдеями, вони продовжують виконувати закон Мойсеєвий, наскільки це можливо, з поваги до передання Отців і криво дивляться на християн-юдеїв відстаючих від «законної праведності» і не обрізують своїх дітей. Ще далі пішли єретики-євіоніти (що викриваються, між іншим, в посланнях св. Ігнатія Богоносця) : вони вважають обрізання за необхідне для порятунку усім і кожному, Христа вважають хоча й Месією, але простою людиною і сином Йосипа, в апостолові Павлові бачать шкідливого лжеапостола. На православній лівій бачимо авторів послання Варнави і послання до Діогнету. Тут признається, що Старий Завіт дан Богом істинним, але усе його єврейське розуміння і виконання є помилковим. Бог не лише тепер не хоче, а ніколи не хотів обрізання по плоті, жертв тваринами і плодами земними і т. д. Під забороненими для споживання тваринами Бог розумів різні гріхи, під жертвами — дух скрушний і т. д. Жертви єврейські, як і язичницькі, показують грубість поняття про божество, що нібито потребує людських приношень. Ще далі вліво зустрічаємо єретиків-маркіонітів: вони учать, що не лише юдейське розуміння Старого Завіту неугодне Богові істинному, але і самий Бог, що дав цей заповіт, — інший, нижчий бог, не той, що відкрився в Заповіті Новому. З канону для маркіоніту відпадає не лише Старий Завіт, але і велика частина Нового: кодексом істинного Одкровення визнається тільки спотворене євангеліє Павлова учня, Луки, і десять послань ап. Павла (виключені послання до Тимофія, Титу і Євреям).
Відносно історії цих партій і вироблення цих поглядів помітимо тільки, що побудови із цього приводу тюбінгенскої школи мають бути щонайменше сильно обмежені. Якщо на початок II ст. існували усіх чотири євангелія, якщо велика частина літератури, яку Баур вважав примирливою і псевдонімом, виявляється справжньою, то, очевидно, контрасти між Павлом і Петром або Іаковом ніколи не були різання; «примирливих» поглядів, виявляється, трималися вони самі. А це примушує у свою чергу, визнати, що дані Павлового універсалізму лежали в проповіді самого Христа; бо інакше навряд чи дванадцять апостолів з легким серцем кинули б вчення Учителя, щоб йти за вчорашнім фарисеєм і гонителем християн. Універсальність вислову Євангелій Луки і Іоанна (втім, подібні до них є і у Матвія, і у Марка) не «приписані» Христу, а дійсно належать Йому.

## Відношення християнства до язичницьких, природних релігій
По відношенню до язичницьких, природних релігій X. успадкувало юдейський погляд: Бог істинний є лише Один, Творець світу; отже, всяка релігія, що сповідує бога-нетворця, є релігія помилкова і справа демонів — або в тому сенсі, що демони самі, являючись людям і вселяючись в ідоли, обманом довели людей до служіння собі як богам; чи в тому сенсі що вони вселили занепалому людству помилкове уявлення про божество і довели його до шанування замість Творця тварюк або навіть створень демонами уяви (перше представлення переважає, але за друге, як здається, коштує ап. Павло — Римл. 1, 18 слід., 1 Коринф. 8, 4 і 10, 19 слід.), що направлялася. Але, оголошуючи усі релігії, окрім старозавітної, завоюваннями демонів в занепалому людстві, церква зіткнулася з питанням: звідки ж взялися в цих релігіях представлення і навчання, схожі з богоодкровенними (потоп Девкаліона, поняття про Єдиного Вищого Деміурга, про явище богів на землі у вигляді людей, про кінець світу через всесвітню пожежу)? Відповідь її була: ці навчання у греків суть або запозичення від євреїв, або глуха пам'ять про первинне одкровення, загальне усьому людству. Отже частки істини є в язичницьких релігіях, але лише постільки, поскільки ці релігії стикаються з християнським одкровенням (в цьому відношенні повною протилежністю X. з'явився язичницький неоплатонізм, що визнав одкровення джерелом істинної філософії, але що виключав з області його якраз одкровення християнське : Порфирій бачив одкровення божества замість християнського Писання в оракулах; Ямвлих і Юліан Отступник шукали таємного самооткровення Божества в міфах всіляких релігій, окрім X.). Звідси ясно, що в них нічого шукати якихось одкровень на додаток до Біблії і Євангелія; важливий для християнина не стільки зміст цих істинних положень в язичництві, скільки сам факт їх існування, що дає деяку відповідь на нерозуміння, : невже милосердний Бог залишив усе дохристиянське людство в безпросвітному мороці?

### Відношення до особистої релігійної творчості
По відношенню до особистої релігійної творчості питання ставилося для церкви так: чи можливі в післяапостольскі часи пророки, що приносять нові одкровення, і якщо можливі, то як їх відрізнити від лжепророків? Церква відповідала: апостольське століття було винятковим століттям одкровення, в яке повідомлено було усе, що треба знати для порятунку. Усе написане після них незмірно нижче; пророки-догматисти в майбутньому неможливі. Словом у обробленні з язичницькими релігіями церква обмежила Старим і Новим Заповітами область писаного одкровення для минулого; у обробленні з особистою релігійною творчістю, що стояла перед нею головніше у вигляді гностицизму, вона обмежила тими ж двома Заповітами область писаного одкровення і для майбутнього. Але гностицизм рідко виступав відкрито; черпаючи елементи для своїх побудов зі всіляких філософій і міфологій (окрім власної фантазії), він прагнув видати їх у світло під прапором таємного апостольського передання. Отже, церква повинна була відокремити справжнє апостольське передання від підробленого; звідси зрозуміло, як важливо було для неї встановити новозавітний канон (старозавітний узятий був від юдейства). Доказовість апостольських писань упевнялася для церкви ієрархічним переданням висхідним безперервним ланцюгом до самих апостолів; таким чином, догматичне питання про гідність тих або інших літературних пам'ятників, як скарбниць новозавітного одкровення, збігалося з історико-літературним — про доказовість їх апостольського походження. Тому і полеміка з гностицизмом зводилася до вказівки на те, що апостольське походження гностичних вчень не доведене і недоказове, а суперечність або новаторство їх по відношенню до доказово апостольських пам'ятників очевидно; у цьому їх найкращий суд, що позбавляє церкву від необхідності пускатися в їх філософський аналіз і критику (Іриней). Відкинувши апостольське походження навчань гностик, церква вказувала, далі, їх істинні джерела в незгодних з одкровенням міфах і філософії і тим довершувала свою критику (Іполит). Інший вид релігійної творчості являють собою пророки як натхненні вісники гніву або милості Божої, віщуни, викривачі; такі будуть можливі завжди. Але по відношенню до них потрібно пам'ятати текст 1 послання Іоанна : «не всякому духу віруйте, але спокушайте духи, а ще від Бога суть». Якщо пророк говорить в несамовитості, виявляє не євангельські моральні поняття (немилосердя до занепалих, перебільшений аскетичний дух, дике жадання мучеництва), або говорить не від імені Бога-творця і Ісуса Христа у плоті що прийшло, або якщо в його мовленнях проглядає корисливість, або якщо діла його розходяться із словами — це лжепророк («Вчення 12-ти апостолів», гл. XI). На такому базисі церква відбила те, що виникло в другому столітті монтаністський рух, що намагався утримати в церковному житті щоб то не було харизматичні посади апостольського століття, несвідомо замінюючи істинне пророче натхнення — натхнення Духу Святого — хворобливим або штучним екстазом запозиченим у фригійських жерців-ентузіастів (див. Монтанізм).

## Ідеї раннього християнства

### Стосункиодкровеннядо розуму і науки людської
Чи не найважливішим за своїми наслідками актом церковної думки II-III ст. була установка стосунків одкровення до розуму і науки людської. Головне призначення людини на землі — врятувати свою душу; для порятунку душі потрібно вірувати, і істинно вірувати; апостоли і християни перших поколінь були переважно люди неписьменні, між тим вони були зразком істинної віри і безперечні святі (тобто врятовані). Навпаки, вчений і інтелігентний круг у більшості своїх представників дивився на євангеліє звисока, як на «безумство» (1 Коринф. 1, 18 слід.) і забобон. Звідси в церкві повинна була з'явитися думка, що для порятунку душі розвинутий розум і наука не лише не потрібні (бо віра можлива і без них), а навіть шкідливі, оскільки вселяють розумову гордість і утрудняють покірливе прийняття відвертої «Божої премудрості» (1 Коринф. 1, 24), що перевищує розум.
Сам апостол Павло не відповідає за цей погляд: на його думку, не «мудрість земна» сама по собі відвертає від євангелія, а моральна глухота, що обертає лише на службу собі земну мудрість ("слово хресне юродство гинучим ", які «Називаючи себе мудрими, вони потуманіли» (Рм. 1:22), а «покликаним, еллінам і юдеям, Христос — Божа Сила і Божа премудрість»; см усю 1 главу першого послання до Коринф.); але погляд цей поза сумнівом був; він засвідчений і язичниками (Цельз говорить: «християни твердять усім і кожному: не досліджуй, а віруй; мудрість світу є зло, а хороша дурість» і таке інше), і християнами (Климент Александрійський говорить: «багато хто шарахає геть від еллінської філософії, точно діти від буки, боячись, що вона спокусить їх з істинного шляху»).
Коли ці рядки писалися і навіть раніше, правота погляду апостола мов була доведена тим, що в церкву вступили ряд осіб розвинених, утворених і талановитих не менше язичника Цельза або гностика Валентина і що довели своїми писаннями, що освіта само по собі не призводить ні до невіри, ні до єресі.
Ці люди були філософи-апологети:
- Арістід
- Юстин
- Афіногор
- Аполлоній і інші.

Вони помітили, що хоча християнська проповідь має зовсім не філософську форму, але ставить і вирішує ті ж самі питання:
- де причина і мета світу?
- звідки зло?
- до чого призначена людина і що він повинен робити?
- що чекає нас за труною?

— якими споконвіку задавалася філософія.
Але філософія була долею обраних і украй рідко давала своїм адептам моральну фортецю, спокійне переконання, що я знаю, чтпро я і що я повинен робити. А євангеліє було усім доступно, і його прийняття дійсно вело до морального переродження. Звідси апологети виводять, що Християнство істинне, Богом відкрита філософія, відкрита тому, що розум людський виявився не якісно непридатний, а кількісно слабкий для вирішення своїх вищих запитів; зміст одкровення таким чином, по суті раціонально.
Якщо люди не могли знайти самі цей зміст, то головним чином тому, що людський розум був пошкоджений гріхом; що це так, ясно з того, що щонайближче підходили до істини філософи, що менше усіх грішили (Сократ). Як у язичницьких релігіях, так і в навчаннях філософів є крупиці істини, і не лише внаслідок запозичень у Мойсея, але і через однорідність розуму людського розуму божественному : усім людям впроваджено «сім'я Слова» божественного (sperma logou emphyton; ср. вчення про створення людини по образу Божию).
Усе пропоноване в християнстві згідне з розумом, і навпаки, усе істинно розумне в язичництві згідне з християнством; Сократ і Геракліт були християнами до Христа, Платон був аттічний Мойсей. Якщо не усе здається розумним у християнстві, то це обман демонів: у вищому сенсі розумно усе, і завдання богословської науки — розкрити цю вищу розумність на просторі усього одкровення.
Що це так, доводиться пророцтвами про дивних, тобто нібито безрозсудних подіях. Безрозсудне не може бути реальним: якщо ці пророцтва збувалися (Христос воістину народився від Діви), то це знак, що вони були розумні у вищому значенні слова. Уявна безрозсудність тут навіть неминуча, бо пророцтво дивної події є диво само по собі: хід речей, розумний в нижчому значенні слова, може предузнать і звичайна людина.
Цими думками апологети створювали церковний гнозис, або методику православного богослов'я, оскільки ними встановлювався принцип, що філософія взагалі прикладена до релігії, а досконала філософія тотожна з нею; створити таку філософію є вище завдання для християнського мислителя.
Одкровення може і повинно бути сформульоване при допомозі категорій розуму, філософськими термінами (прийняти це положення було тим легше що вже ап. Іоанн визнав можливим для викладу вчення про Синові Божому узяти платоновсько-филоновський термін — Логос).
Проте, приступаючи до такої роботи, богослов (це слово створене апологетами) повинен постійно контролювати себе одкровенням; якщо йому не вдасться знайти формулу, що зберігає за філософськими термінами їх повсякчасний науковий сенс і що в той же час точно відповідає змісту віри, то він повинен визнати свою приватну невдачу, свою слабкість, невмілість, і тільки якщо з'ясується, що наші філософські поняття недодані до змісту віри без спотворення його, то, значить потрібно реформувати саму філософію. Хто поступить назад і стане ламати саме одкровення, щоб підігнати його під мірку того, що йому представляється або у філософії вважається незмінним і неминучим для розуму поняттям, — той єретик і повинен вийти з церкви, оскільки він поставив свій розум вище одкровення і вище вчення церкви.
Таким чином церква ще на зорі свого існування прийняла усі заходи до охорони увіреного нею скарбу віри від всіляких спотворень і шкідливих дій з боку навколишніх духовних стихій: не відкидаючи огулом жодної з них, вона поставила своє одкровення як мірку їх істини і брехні, їх угодній або неугодності Богові. Питання про те, чи витримала церкву на ділі свою точку зору або ж чужі елементи мало-помалу просочилися в неї, модифікували навіть витіснили первинний зміст віри і, ставши на його місце, aut bona, aut mala fide стали проголошуватися самою церквою як її одкровення, — є цікаве і найважливіше питання історії християнського віровчення; відповідати на нього з достатньою довідністю може тільки відповідна наука в повному її складі.
У протестантській, мало віруючій і невіруючій науці поширений погляд, що церква свого принципу не витримала, що її віровчення, організація, її догмати, таїнства, обряди являють собою затяжну форму еллінізації християнства, як гностицизм представляв блискавичну її форму. Знайомлячись з аргументацією цього погляду, необхідно пам'ятати, що для її переконливості важлива не кількість зовнішніх рис і слів перенесених з язичницьких культів в християнський: треба довести, що ці риси перенесені із збереженням їх язичницького сенсу, чужого первинному християнському віровченню. Поза сумнівом, що X., будучи внутрішнім переродженням світу, найменше було і хотіло бути його реформою в буквальному розумінні слова, тобто зміною щоб то не було його зовнішніх форм.
Навпаки, церква прагнула по можливості менше ламати зовні, але по можливості усе наповнювати своїм, новим, внутрішнім змістом. Як X. не боялося обертати вчорашні язичницькі храми у свої церкви, так воно не боялося і інших зовнішніх запозичень. Але якщо ми придивимося до незліченних пунктів схожості, то побачимо, що або схожість чиста зовнішнє, або це переконання або установа загально язичництву не лише з пізнішою, а і з прадавньою церквою і, отже з точки зору вірянина, відноситься до того «розсіяного слова істини», яке вже апологети знаходили у язичницькому світі.
Для протестантської гіперкритики, що будує собі свого Христа і своє первинне X., абсолютно переконлива вказівка, наприм., на те, що переконання на євхаристію як на духовну їжу, що дає тому, що куштує безсмертя, ми не знаходимо «раніше, ніж в четвертому євангелії». Для православного ж, для якого «справжнє» X. тотожно з новозавітним, це доводить, що «переконання» це проповідувано самим Спасителем; якщо щось схоже є в язичництві (напису на пеленах мумій «він їсть Бога» ототожнення Діониса з жертовною твариною, яку учасники оргій розривали і з'їдали, щоб злитися з істотою бога, і таке інше), то, значить, тут було в язичництві як би передчуття істини. Якщо цілитель Асклепій і деякі інші боги звалися в язичництві «рятівниками» і «людинолюбами», якщо еллінський культ душ представляє безліч рис, тотожних з православними обрядами поховання і поминання покійних, якщо православне «богоявління» зветься точнісінько як одне зі свят Діоніса, якщо самий термін «таїнство» узятий без зміни з язичницьких «містерій» (mysterion, teletai) — те тут запозичення йде не далі за слова і форми, не далі чим в запозиченні язичницької будівлі під християнську церкву.
І Христос є «Спаситель», але Він рятує не від того, від чого рятував Асклепий, і іншим шляхом. Елліни шанували і поминали померлих, щоб вони не нагадували про себе живим, не лякали і не шкодили (по кр. мірі спочатку), а християни — щоб підтримувати спілкування любові між живими і померлими, як між церквою земної і небесної і т. д.
У інших випадках недостатнє знайомство або, краще сказати, слабкість чуття чужовірних учених до сенсу особливо східного вірування доводить їх тут до грубих помилок, тим паче, що постійно потрібно розрізняти церковне від вульгарно-християнського розуміння справи; останнє нерідко впадало в дійсне язичництво і магізм і сама церква оголошувала його тоді двовірством і забобоном. Але тільки глибока нездатність ужитися в східне переконання могла навести, наприклад, Штрауса на думку, що зачаття Спасителя від Духу Святого однорідно з язичницькими міфами про любовні пригоди богів. Що стосується еллінізації християнства в сенсі підпорядкування його грецької філософії, то тут досить помітити одне: наслідком такого підпорядкування повинна б була стати раціоналізація наскрізь усього догматизму (бо антична філософія взагалі і сприйнята церквою зокрема була, як ми бачили, в основі раціоналістична); між тим, ті ж протестанти і невіруючі знаходять, що догматика вселенських соборів наскрізь «ірраціональна» (православний скаже, що вона перевершує розум, сверхрациональна).
Апологети узаконили філософську, а з нею і взагалі наукову роботу в церкві: Климент Александрійський дал етюди по православному богослов'ю, Ориген дав першу цілісну систему. Одночасно почалася розробка двох основних догматів теоретичного богослов'я:
- про Трійцію і
- про Боголюдину

що складала головні труднощі церковній думці в епоху вселенських соборів. Перший був сформований остаточно на Другому Вселенському соборі (см Трійця, Монархіани, Аріанство, Єдиносущі); над другим догматом працювали собори з третього по шостій (Несторіанство, Монофізитство, Монофелітство і Христос).